# Ponce-Denis Écouchard-Lebrun
Ponce-Denis Écouchard-Lebrun (París, 11 de agosto de 1729 - 31 de agosto de 1807), conocido por el sobrenombre de Lebrun Pindare fue un poeta francés de la segunda mitad del siglo XVIII.
Era hijo de un lacayo del príncipe de Conti. Tras unos brillantes estudios, empezó a destacar en el mundo poético, aunque sus primeros versos lkos había compuesto a los 12 años. 
Se muestra entusiasta ante la llegada de la Revolución, y más adelante se unirá a los partidarios de Napoleón. En agradecimiento, éste le concederá una pensión.
La mayor parte de sus obras se publicará póstumamente. En 1811 aparece una recopilación de sus Odas (en seis libros), los Poemas Varios, las Epístolas, las Elegías y los Epigramas.
Aunque no sean muy del gusto literario actual, sus grandilocuentes Odas le valieron su sobrenombre, que le parangonaba al clásico Píndaro. También fue uno de los primeros en dedicarse a la poesía con tema científico, con sus Odas a Buffon y a las "causas físicas de los terremotos". 